# Squiffiec
Squiffiec (tiếng Breton: Skiñvieg) là một xã của tỉnh Côtes-d'Armor, thuộc vùng Bretagne, tây bắc Pháp.

## Dân số
Người dân ở Squiffiec are known as Squiffiécois.